# Travia da Beira Baixa
A Travia da Beira Baixa DOP é um produto de origem portuguesa com Denominação de Origem Protegida pela União Europeia (UE) desde 5 de novembro de 2013.
Obtém-se pela precipitação ou coagulação do soro resultante do fabrico dos Queijos da Beira Baixa (Queijo de Castelo Branco DOP, Queijo Amarelo da Beira Baixa DOP, Queijo Picante da Beira Baixa DOP. Este produto não sofreu qualquer fermentação e utiliza leite de 2 espécies, ovina e caprina.

## Área de produção
A área geográfica de produção e transformação das matérias primas e sua transformação e acondicionamento da Travia da Beira Baixa é, naturalmente, coincidente com a área geográfica de produção dos Queijos da Beira Baixa.

## Agrupamento gestor
O agrupamento gestor da denominação de origem protegida "Travia da Beira Baixa" é a Associação de Produtores de Queijo do Distrito de Castelo Branco.